# Ferenc Kemény
Ferenc Kemény, né le 17 juillet 1860 à Nagybecskerek dans l'empire d'Autriche (aujourd'hui Zrenjanin en Serbie) et mort le 21 novembre 1944 à Budapest, est un pédagogue et humaniste hongrois. Il est notamment l'un des membres fondateurs du Comité international olympique.

## Biographie
Après des études à Budapest et à Stuttgart où il obtient un diplôme d'enseignement en mathématiques et physique, Ferenc Kemény déménage à Paris en 1884. Alors qu'il étudie à La Sorbonne, il devient ami avec Pierre de Coubertin avec qui il partage sa vision sur l'importance pédagogique de l'idée olympique. En 1894, Kemény reçoit de Coubertin une invitation pour un congrès à La Sorbonne. Il ne peut pas s'y rendre mais lorsque le Comité international olympique est fondé le 16 juin 1894, les membres présents l'élisent comme membre à l'unanimité. En 1895 il contribue à la création du Comité olympique hongrois dont il est secrétaire-général jusqu'en 1907. Il démissionne également du CIO en 1907 car les officiels hongrois estiment qu'il n'a pas le statut social adéquat pour y représenter le pays. En 1934 il publie The Encyclopedia of Pedagogy.
Voulant échapper aux persécutions du gouvernement d'unité nationale, il met fin à ses jours le 21 novembre 1944, à l'âge de 84 ans.